# Комаричская волость
Кома́ричская во́лость — административно-территориальная единица, существовавшая в составе Севского уезда Брянской губернии в 1924—1929 годах.
Административным центром был посёлок Комаричи.

## История
Образована в 1924 году путём слияния Радогощской и Литижской волостей, а также части Шаровской волости (все — Севского уезда).
В 1929 году, с введением районного деления, волость была упразднена, а на её территориальной основе был сформирован Комаричский район Брянского округа Западной области (ныне входит в состав Брянской области).

## Административное деление
По состоянию на 1 января 1928 года в состав волости входило 20 сельсоветов:
- Апаженский
- Аркинский
- Быховский
- Глядинский
- Евдокимовский
- Жадинский
- Захаровский
- Избиченский
- Козинский
- Кокинский
- Комаричский
- Кубанский
- Литижский
- Лубошевский
- Лукинский
- Пигаревский
- Починок-Алешонский
- Радогощский
- Угревищский
- Усожский